# Marjolijn Kroon
Marjolijn Kroon (Maarssen, 2 april 1991) is een Nederlandse korfbalster. Zij is meervoudig Nederlands kampioen en heeft 7 gouden medailles gewonnen namens het Nederlands Team. In 2020 nam zij afscheid van het topkorfbal, maar maakte in 2021 bekend weer terug te keren. 

## Spelerscarrière

### Begin
Kroon begon met korfbal bij OVVO uit Maarssen. Daar doorliep zij haar opleiding en speelde ze in de eerste jeugdteams.
In 2009 besloot zij om over te stappen naar het Delftse Fortuna. Met haar 18 jaar was ze een jonkie in de selectie bij de club die dat jaar daarvoor derde van Nederland werd. Ze wilde bij Fortuna kijken of ze mee kon op het allerhoogste niveau.
In haar eerste seizoen bij Fortuna kwam ze niet direct in de basis terecht. Het team barstte met Mirjam Maltha, Jennifer Tromp en Denise Bezemer van de ervaring. Al vroeg in het seizoen wist ze toch regelmatig een basisplaats af te dwingen. Fortuna eindigde 3e en speelde play-offs tegen Dalto. Ondanks een sterke serie, verloor Fortuna in 2 wedstrijden. Als pleister op de wond, won Fortuna wel de kleine finale in Ahoy en werd daarmee derde van Nederland.
In haar tweede seizoen in Delft brak ze echt door. Ze werd gedurende het seizoen 2010-2011 geselecteerd voor Oranje en met Fortuna ging het ook goed. Na de competitie stond Fortuna 2e en speelde het play-offs tegen TOP. De eerste wedstrijd werd met 26-25 gewonnen, vanwege een strafworp van Barry Schep in de laatste seconde. Kroon speelde trouwens een belangrijke rol bij deze actie, want zij stond in de aangeefpositie voor de doorbraak van Schep. Helaas verloor Fortuna de andere 2 play-off wedstrijden waardoor het weer aangewezen was op de kleine finale in Ahoy. Daar trof Fortuna Koog Zaandijk en die wedstrijd bleek bitterzoet. Barry Schep speelde fantastisch en schoot alle ballen raak die hij maar aanraakte en de wedstrijd eindigde gelijk. Na een spannende golden goal won uiteindelijk KZ.

### Koog Zaandijk
In 2011 besloot zij, na 2 jaar Fortuna, te verhuizen naar Koog Zaandijk. Deze club was Nederlands zaalkampioen geworden in 2008 en 2010.
Haar avontuur in Koog aan de Zaan bleek meteen een succes, want in haar eerste seizoen won ze met KZ de Korfbal League. Uitgerekend schakelde ze in de play-offs haar oude club Fortuna uit. Aangezien KZ de Korfbal League had gewonnen in 2012, speelde het de Europacup in 2013. In de finale won het van Boeckenberg.
Seizoen 2013-2014 was een seizoen met twee gezichten voor Kroon. Individueel ging het goed, wat resulteerde in de prijs Korfbalster van het Jaar. Helaas miste Kroon met Koog Zaandijk wel de play-offs dat jaar. Op het veld deed KZ echter wel goede zaken. KZ speelde de finale van de Ereklasse tegen Kroon's oude club Fortuna. KZ won met 17-15 en was daardoor Nederlands kampioen veldkorfbal.
Het jaar daarop speelde KZ, als veldkampioen de Supercup. Dit is een veldwedstrijd tegen de Belgische kampioen. KZ speelde weer tegen Boeckenberg en won met 22-19.

### LDODK
Na 5 seizoenen bij Koog Zaandijk besloot Kroon om te verhuizen naar de Friese club LDODK. De club trok talent aan en had een enorme ambitie en Kroon wilde hier onderdeel van uitmaken.
In haar eerste seizoen in Friesland haalde LDODK voor de eerste keer in hun bestaan de play-offs. Uiteindelijk werd er verloren van de ploeg die later landskampioen zou worden, namelijk TOP.
In het tweede seizoen bij LDODK verliep het niet soepel binnen de club. De verwachtingen waren hoog gespannen en er was een gebrek aan chemie met coach Erik Wolsink. Vanwege tegenvallende resultaten werd Wolsink tijdens het seizoen op non-actief gezet. Het kwam dat seizoen niet meer goed met LDODK en het haalde de play-offs niet.
Na de Korfbal League werd de Ereklasse hervat en LDODK haalde de finale. Daar trof het AKC Blauw-Wit maar verloor het kansloos met 22-12.
In seizoen 2018-2019 draaide het weer goed bij LDODK. De chemie in de groep was terug en de ploeg eindigde als derde in de competitie. In de play-offs werd echter verloren van PKC in 2 wedstrijden.
Seizoen 2019-2020 was het laatste seizoen voor Kroon op topkorfbalniveau. Helaas voor Kroon werden zowel de zaal- als veldcompetitie vroegtijdig gestopt vanwege de COVID-19 maatregelen.
In mei 2021 maakte Kroon bekend dat ze , na 1 jaar afwezigheid, zou terugkeren bij LDODK voor seizoen 2021-22.
In dit seizoen, 2021-2022 was aan het begin van seizoen Dico Dik de nieuwe hoofdcoach bij de ploeg. Onder zijn leiding deed LDODK het wat matig. De club greep al in december 2021 in en zette Dik op non actief. Gerald Aukes werd ad interim aangesteld als coach om het seizoen af te maken. Aan het eind van de eerste competitiefase had LDODK 10 punten uit 10 wedstrijden, wat voldoende was om zich te plaatsen voor de kampioenspoule. Tot de laatste speelronde maakte LDODK aanspraak op het laatste play-off ticket, maar toch ging het mis. LDODK werd 5e in de kampioenspoule, waardoor het net de play-offs mis liep.
In seizoen 2022-2023 had LDODK zich verstrekt met international Harjan Visscher en dat zorgde voor een extra impuls in de groep. In de zaalcompetitie eindigde LDODK als 4e, waardoor het zich had geplaatst voor de play-offs. Echter verliepen de play-offs teleurstellend - LDODK verloor in 2 wedstrijden van PKC, waardoor het seizoen alsnog in mineur eindigde. In de veldcompetitie troffen LDODK en PKC elkaar weer in de nacompetitie. In de kruisfinale (1 wedstrijd) verloor LDODK met 17-15, waardoor ook hier de play-offs het eindstation was.
Seizoen 2023-2024 werd voor LDODK een seizoen met twee gezichten. De ploeg was voor aanvang van het seizoen versterkt met international Terrenc Griemink en zo had de ploeg op papier een sterke selectie. Gedurende het zaalseizoen stond de ploeg met regelmaat op de eerste plek. Uiteindelijk haalde LDODK 27 punten uit 18 duels en op basis van onderling resultaat eindigde de ploeg 2e van de competitie. Hierdoor plaatste LDODK zich voor het tweede jaar op rij de play-offs. Tegenstander in de play-off serie was DVO. LDODK had thuisvoordeel in de play-off serie, maar dat bleek geen positief effect te hebben; LDODK verloor twee wedstrijden op rij en was zodoende uitgeschakeld in de race voor de zaalfinale. Na dit seizoen nam LDODK afscheid van spelers Erwin Zwart en Marjolijn Kroon.

## Erelijst
- Korfbal League kampioen zaalkorfbal, 1x (2012)
- Ereklasse kampioen veldkorfbal, 1x (2014)
- Europacup kampioen zaalkorfbal, 1x (2013)
- Supercup kampioen veldkorfbal, 1x (2014)
- Korfbalster van het Jaar, 1x (2014)

## Oranje
Kroon speelde ook in Jong Oranje, maar behoort sinds 2011 bij het grote Oranje. In september 2019 besloot Kroon om te stoppen bij het Nederlands Team.
In dienst van het Nederlands korfbalteam won ze goud op de volgende toernooien:
- WK 2019
- EK 2018
- World Games 2017
- EK 2016
- WK 2015
- EK 2014
- World Games 2013
- WK 2011

Kroon speelde 51 officiële interlands namens het Nederlands korfbalteam.